# Neodon forresti
Neodon forresti — вид млекопитающих из подсемейства полёвок Arvicolinae, обитающих в Тибете. Встречается на юге Китая и в Мьянме. Видовое название дано в честь коллектора типового экземпляра «охотника за растениями» Джорджа Форреста.

## Описание
Длина тела у Neodon forresti достигает от 10,0 до 13,5 см, длиной хвоста от 3,6 до 4,3 см. Длина ступни от 17 до 20 миллиметров, длина ушной раковины от 13 до 15 миллиметров. Это один из самых крупных видов рода. Шерсть на спине тёмно-коричневая, брюшко серое с серо-беловатой рябью. По внешнему виду она сходна с  полёвкой Neodon irene, но несколько крупнее и у неё более длинный и тёмный мех на спине. Хвост резко двухцветный, с тёмно-коричневой верхней и белой нижней стороной. Верхние поверхности ступней и кистей серо-белые.

## Распространение
Neodon forresti встречается на юге Китайской Народной Республики и на севере Мьянмы. Ареал в Китае ограничен северо-западом Юньнани в междуречье Меконга и Янцзы.

## Образ жизни
Как и в случае с другими видами этого рода, об образе жизни Neodon forresti очень мало информации. Обитает в основном на каменистых горных лугах на высотах от 3350 до 3650 метров.

## Систематика
Neodon forresti классифицируется как самостоятельный вид в пределах рода Neodon, который состоит из пяти-шести видов. Первое научное описание принадлежит британскому зоологу Мартину Хинтону, который описал этот вид в 1923 году, используя особей, собранных в междуречье Меконга и Янцзы на северо-западе Юньнани. Из-за своей морфологического сходства этот вид рассматривался как южный подвид полёвки Neodon irene или как подвид сиккимской полёвки (Neodon sikimensis).

## Статус, угрозы и охрана
Neodon forresti  не включена Международным союзом охраны природы и природных ресурсов (МСОП) в категории видов, находящихся под угрозой исчезновения,  поскольку имеется слишком мало данных об образе жизни, экологии и популяциях (данные недостаточны). Потенциальные риски для вида неизвестны.